# Lista odcinków serialu Supermarket
Poniżej znajduje się lista odcinków serialu telewizyjnego Supermarket (ang. Superstore) – emitowanego przez amerykańską stację telewizyjną  NBC od 30 listopada 2015 roku do 25 marca 2021 roku. W Polsce serial nie był emitowany.
| Sezon | Sezon                    | Odcinki | Pierwsza emisja      | Pierwsza emisja  | Pierwsza emisja | Pierwsza emisja | Pierwsza emisja |
| Sezon | Sezon                    | Odcinki | Premiera sezonu      | Finał sezonu     | Premiera sezonu | Finał sezonu    |                 |
| ----- | ------------------------ | ------- | -------------------- | ---------------- | --------------- | --------------- | --------------- |
|       | 1                        | 11      | 30 listopada 2015    | 22 lutego 2016   | —               | —               |                 |
|       | Odcinek specjalny (2016) | 1       | 19 sierpnia 2016     | 19 sierpnia 2016 | —               | —               |                 |
|       | 2                        | 21      | 22 września 2016     | 4 maja 2017      | —               | —               |                 |
|       | 3                        | 22      | 28 września 2017     | 3 maja 2018      | —               | —               |                 |
|       | 4                        | 22      | 4 października 2018  | 16 maja 2019     | —               | —               |                 |
|       | 5                        | 21      | 26 września 2019     | 23 kwietnia 2020 | —               | —               |                 |
|       | 6                        | 15      | 22 października 2020 | 25 marca 2021    | —               | —               |                 |

## Sezon 1 (2015-2016)
| Nr | #  | Tytuł            | Reżyseria            | Scenariusz                  | Premiera (NBC)    | Premiera w Polsce |
| -- | -- | ---------------- | -------------------- | --------------------------- | ----------------- | ----------------- |
| 1  | 1  | Pilot            | Ruben Fleischer      | Justin Spitzer              | 30 listopada 2015 |                   |
| 2  | 2  | Magazine Profile | Michael Patrick Jann | Matt Hubbard                | 30 listopada 2015 |                   |
| 3  | 3  | Shots and Salsa  | Ruben Fleischer      | Justin Spitzer              | 30 listopada 2015 |                   |
| 4  | 4  | Mannequin        | Victor Nelli, Jr.    | Jonathan Green, Gabe Miller | 4 stycznia 2016   |                   |
| 5  | 5  | Shoplifter       | Ruben Fleischer      | Jackie Clarke               | 11 stycznia 2016  |                   |
| 6  | 6  | Secret Shopper   | Alex Hardcastle      | Lon Zimmet                  | 18 stycznia 2016  |                   |
| 7  | 7  | Color Wars       | Andy Ackerman        | Jack Kukoda                 | 25 stycznia 2016  |                   |
| 8  | 8  | Wedding Day Sale | Victor Nelli, Jr.    | Sierra Teller Ornelas       | 1 lutego 2016     |                   |
| 9  | 9  | All-Nighter      | Christine Gernon     | Eric Ledgin                 | 8 lutego 2016     |                   |
| 10 | 10 | Demotion         | Linda Mendoza        | Matt Hubbard, Lon Zimmet    | 15 lutego 2016    |                   |
| 11 | 11 | Labor            | Beth McCarthy-Miller | Owen Ellickson              | 22 lutego 2016    |                   |

## Odcinek specjalny (2016)
| Nr | # | Tytuł    | Reżyseria       | Scenariusz     | Premiera (NBC)   | Premiera w Polsce |
| -- | - | -------- | --------------- | -------------- | ---------------- | ----------------- |
| 12 | 1 | Olympics | Ruben Fleischer | Jonathan Green | 19 sierpnia 2016 |                   |

## Sezon 2 (2016-2017)
| Nr | #  | Tytuł                 | Reżyseria         | Scenariusz                             | Premiera (NBC)       | Premiera w Polsce |
| -- | -- | --------------------- | ----------------- | -------------------------------------- | -------------------- | ----------------- |
| 13 | 1  | Strike                | Victor Nelli, Jr. | Jackie Clarke                          | 22 września 2016     |                   |
| 14 | 2  | Back to Work          | Michael McDonald  | Eric Ledgin                            | 29 września 2016     |                   |
| 15 | 3  | Guns, Pills and Birds | Matt Sohn         | Matt Hubbard                           | 6 października 2016  |                   |
| 16 | 4  | Spokesman Scandal     | Ken Whittingham   | Gabe Miller                            | 13 października 2016 |                   |
| 17 | 5  | Dog Adoption Day      | Betsy Thomas      | Josh Malmuth                           | 20 października 2016 |                   |
| 18 | 6  | Employee Theft        | Alisa Statman     | Karey Dornetto                         | 27 października 2016 |                   |
| 19 | 7  | Election              | Tristram Shapeero | Bridget Kyle, Vicky Luu                | 3 listopada 2016     |                   |
| 20 | 8  | Seasonal Help         | Geeta V. Patel    | Jackie Clarke                          | 10 listopada 2016    |                   |
| 21 | 9  | Black Friday          | Victor Nelli Jr.  | Eric Ledgin                            | 10 listopada 2016    |                   |
| 22 | 10 | Lost and Found        | Jay Chandrasekhar | Sierra Teller Ornelas                  | 5 stycznia 2017      |                   |
| 23 | 11 | Rebranding            | Bill Purple       | Matt Hubbard                           | 12 stycznia 2017     |                   |
| 24 | 12 | Ladies' Lunch         | Todd Biermann     | Vanessa Ramos                          | 2 lutego 2017        |                   |
| 25 | 13 | Valentine's Day       | Tristram Shapeero | John Kazlauskas                        | 9 lutego 2017        |                   |
| 26 | 14 | Super Hot Store       | Michael Spiller   | Joe Barrasas                           | 16 lutego 2017       |                   |
| 27 | 15 | Wellness Fair         | Alex Reid         | Owen Ellickson                         | 23 lutego 2017       |                   |
| 28 | 16 | Integrity             | Linda Mendoza     | Gabe Miller                            | 16 marca 2017        |                   |
| 29 | 17 | Mateo's Last Day      | America Ferrera   | Jonathan Green                         | 23 marca 2017        |                   |
| 30 | 18 | Glenn's Kids          | Ruben Fleischer   | Sierra Teller Ornelas                  | 6 kwietnia 2017      |                   |
| 31 | 19 | Spring Cleaning       | Geeta V. Patel    | Josh Malmuth                           | 20 kwietnia 2017     |                   |
| 32 | 20 | Cheyenne's Wedding    | Michael Weaver    | Vanessa Ramos, Bridget Kyle, Vicky Luu | 27 kwietnia 2017     |                   |
| 33 | 21 | Tornado               | Matt Sohn         | Justin Spitzer                         | 4 maja 2017          |                   |

## Sezon 3 (2017-2018)
| Nr | #  | Tytuł               | Reżyseria         | Scenariusz                                  | Premiera (NBC)       | Premiera w Polsce |
| -- | -- | ------------------- | ----------------- | ------------------------------------------- | -------------------- | ----------------- |
| 34 | 1  | Grand Re-Opening    | Matt Sohn         | Justin Spitzer                              | 28 września 2017     |                   |
| 35 | 2  | Brett Is Dead       | Ryan Case         | Sierra Teller Ornelas                       | 5 października 2017  |                   |
| 36 | 3  | Part-Time Hires     | Todd Biermann     | Josh Malmuth                                | 12 października 2017 |                   |
| 37 | 4  | Workplace Bullying  | Tristram Shapeero | Bridget Kyle, Vicky Luu                     | 19 października 2017 |                   |
| 38 | 5  | Sal's Dead          | Geeta V. Patel    | Gabe Miller                                 | 26 października 2017 |                   |
| 39 | 6  | Health Fund         | Victor Nelli Jr.  | Jackie Clarke                               | 2 listopada 2017     |                   |
| 40 | 7  | Christmas Eve       | Todd Biermann     | Eric Ledgin                                 | 5 grudnia 2017       |                   |
| 41 | 8  | Viral Video         | Ken Whittingham   | Jonathan Green                              | 4 stycznia 2018      |                   |
| 42 | 9  | Golden Globes Party | Victor Nelli Jr.  | Vanessa Ramos                               | 11 stycznia 2018     |                   |
| 43 | 10 | High Volume Store   | Jay Hunter        | Owen Ellickson                              | 18 stycznia 2018     |                   |
| 44 | 11 | Angels and Mermaids | Michael Spiller   | Justin Shanes                               | 25 stycznia 2018     |                   |
| 45 | 12 | Groundhog Day       | Jaffar Mahmood    | Sierra Teller Ornelas                       | 1 lutego 2018        |                   |
| 46 | 13 | Video Game Release  | America Ferrera   | Jackie Clarke                               | 1 marca 2018         |                   |
| 47 | 14 | Safety Training     | Rebecca Asher     | Bridget Kyle, Vicky Luu                     | 8 marca 2018         |                   |
| 48 | 15 | Amnesty             | Keith Powell      | Eric Ledgin                                 | 15 marca 2018        |                   |
| 49 | 16 | Target              | Daniella Eisman   | Jonathan Green, Gabe Miller                 | 22 marca 2018        |                   |
| 50 | 17 | District Manager    | Alex Reid         | John Kazlauskas                             | 29 marca 2018        |                   |
| 51 | 18 | Local Vendors Day   | Geeta V. Patel    | Josh Malmuth                                | 5 kwietnia 2018      |                   |
| 52 | 19 | Lottery             | Ben Feldman       | Vanessa Ramos                               | 12 kwietnia 2018     |                   |
| 53 | 20 | Gender Reveal       | Tristram Shapeero | Lauren Ash                                  | 19 kwietnia 2018     |                   |
| 54 | 21 | Aftermath           | Ryan Case         | Justin Shanes, Owen Ellickson               | 26 kwietnia 2018     |                   |
| 55 | 22 | Town Hall           | Matt Sohn         | Justin Spitzer, Jonathan Green, Gabe Miller | 3 maja 2018          |                   |

## Sezon 4 (2018-2019)
| Nr | #  | Tytuł                     | Reżyseria         | Scenariusz                                        | Premiera (NBC)       | Premiera w Polsce |
| -- | -- | ------------------------- | ----------------- | ------------------------------------------------- | -------------------- | ----------------- |
| 56 | 1  | Back to School            | Matt Sohn         | Jonathan Green                                    | 4 października 2018  |                   |
| 57 | 2  | Baby Shower               | Jeffrey Blitz     | Bridget Kyle, Vicky Luu                           | 11 października 2018 |                   |
| 58 | 3  | Toxic Workplace           | Jay Karas         | Aaron Lee                                         | 18 października 2018 |                   |
| 59 | 4  | Costume Competition       | Todd Biermann     | Justin Shanes                                     | 25 października 2018 |                   |
| 60 | 5  | Delivery Day              | Daniella Eisman   | Gabe Miller                                       | 1 listopada 2018     |                   |
| 61 | 6  | Maternity Leave           | Jackie Clarke     | Jackie Clarke                                     | 8 listopada 2018     |                   |
| 62 | 7  | New Initiative            | Ken Whittingham   | Ben Dougan                                        | 15 listopada 2018    |                   |
| 63 | 8  | Managers' Conference      | Phil Traill       | Brian Gatewood, Alessandro Tanaka                 | 6 grudnia 2018       |                   |
| 64 | 9  | Shadowing Glenn           | Geeta V. Patel    | Matt Lawton                                       | 13 grudnia 2018      |                   |
| 65 | 10 | Cloud 9 Academy           | Jeffrey Blitz     | John Kazlauskas                                   | 7 marca 2019         |                   |
| 66 | 11 | Steps Challenge           | Todd Biermann     | Bridget Kyle, Vicky Luu                           | 14 marca 2019        |                   |
| 67 | 12 | Blizzard                  | Amy York Rubin    | Dayo Adesokan                                     | 21 marca 2019        |                   |
| 68 | 13 | Love Birds                | Mark McKinney     | Aaron Lee                                         | 28 marca 2019        |                   |
| 69 | 14 | Minor Crimes              | Ross Novie        | L.E. Correia                                      | 4 kwietnia 2019      |                   |
| 70 | 15 | Salary                    | James Renfroe     | Ben Dougan, Matt Lawton                           | 11 kwietnia 2019     |                   |
| 71 | 16 | Easter                    | Victor Nelli, Jr. | John Kazlaukas, Brian Gatewood, Alessandro Tanaka | 18 kwietnia 2019     |                   |
| 72 | 17 | Quinceañera               | Rebecca Asher     | Justin Shanes                                     | 25 kwietnia 2019     |                   |
| 73 | 18 | Cloud Green               | Heather Jack      | Jonathan Green, Gabe Miller                       | 2 maja 2019          |                   |
| 74 | 19 | Scanners                  | Victor Nelli, Jr. | Dayo Adesokan, L.E. Correia                       | 9 maja 2019          |                   |
| 75 | 20 | #Cloud9Fail               | Betsy Thomas      | John Kazlauskas, Josh Malmuth                     | 9 maja 2019          |                   |
| 76 | 21 | Sandra's Fight            | America Ferrera   | Sean Lee, Jen Vierck                              | 16 maja 2019         |                   |
| 77 | 22 | Employee Appreciation Day | Jeffrey Blitz     | Justin Spitzer                                    | 16 maja 2019         |                   |

## Sezon 5 (2019-2020)
| Nr | #  | Tytuł               | Reżyseria                  | Scenariusz              | Premiera (NBC)       | Premiera w Polsce |
| -- | -- | ------------------- | -------------------------- | ----------------------- | -------------------- | ----------------- |
| 78 | 1  | Cloud 9.0           | Jackie Clarke              | Jackie Clarke           | 26 września 2019     |                   |
| 79 | 2  | Testimonials        | Matt Sohn                  | Bridget Kyle, Vicky Luu | 3 października 2019  |                   |
| 80 | 3  | Forced Hire         | Victor Nelli, Jr.          | Colton Dunn             | 10 października 2019 |                   |
| 81 | 4  | Mall Closing        | Rebecca Asher              | Owen Ellickson          | 17 października 2019 |                   |
| 82 | 5  | Self-Care           | Richie Keen                | Rene Gube               | 24 października 2019 |                   |
| 83 | 6  | Trick-or-Treat      | Heather Jack               | Laura McCreary          | 31 października 2019 |                   |
| 84 | 7  | Shoplifter Rehab    | Chioke Nassor              | Justin Shanes           | 7 listopada 2019     |                   |
| 85 | 8  | Toy Drive           | Jay Hunter                 | Dayo Adesokan           | 14 listopada 2019    |                   |
| 86 | 9  | Curbside Pickup     | Catalina Aguilar Mastretta | John Kazlauskas         | 21 listopada 2019    |                   |
| 87 | 10 | Negotiations        | Betsy Thomas               | L.E. Correia            | 16 stycznia 2020     |                   |
| 88 | 11 | Lady Boss           | America Ferrera            | Jackie Clarke           | 9 stycznia 2020      |                   |
| 89 | 12 | Myrtle              | Tristram Shapeero          | Hailey Chavez           | 16 stycznia 2020     |                   |
| 90 | 13 | Favoritism          | Robert Cohen               | Bridget Kyle, Vicky Luu | 23 stycznia 2020     |                   |
| 91 | 14 | Sandra's Wedding    | Ruben Fleischer            | Owen Ellickson          | 30 stycznia 2020     |                   |
| 92 | 15 | Cereal Bar          | Kris Lefcoe                | Laura McCreary          | 13 lutego 2020       |                   |
| 93 | 16 | Employee App        | Justin Spitzer             | Justin Shanes           | 20 lutego 2020       |                   |
| 94 | 17 | Zephra Cares        | Victor Nelli, Jr.          | Rene Gube               | 27 lutego 2020       |                   |
| 95 | 18 | Playdate            | Matt Sohn                  | Jen Vierck              | 19 marca 2020        |                   |
| 96 | 19 | Carol's Back        | Ben Feldman                | John Kazlauskas         | 26 marca 2020        |                   |
| 97 | 20 | Customer Safari     | Jay Karas                  | L.E. Correia            | 2 kwietnia 2020      |                   |
| 98 | 21 | California (Part 1) | Betsy Thomas               | Dayo Adesokan           | 23 kwietnia 2020     |                   |

## Sezon 6 (2020-2021)
| Nr  | #  | Tytuł                 | Reżyseria         | Scenariusz                                  | Premiera (NBC)       | Premiera w Polsce |
| --- | -- | --------------------- | ----------------- | ------------------------------------------- | -------------------- | ----------------- |
| 99  | 1  | Essential             | Victor Nelli, Jr. | Bridget Kyle, Vicky Luu                     | 29 października 2020 |                   |
| 100 | 2  | California (Part 2)   | Victor Nelli, Jr. | Owen Ellickson                              | 5 listopada 2020     |                   |
| 101 | 3  | Floor Supervisor      | Betsy Thomas      | Josh Malmuth                                | 12 listopada 2020    |                   |
| 102 | 4  | Prize Wheel           | Ryan Case         | Laura McCreary                              | 19 listopada 2020    |                   |
| 103 | 5  | Hair Care Products    | Charles Stone III | Dayo Adesokan                               | 14 stycznia 2021     |                   |
| 104 | 6  | Biscuit               | Jay Hunter        | Justin Shanes                               | 21 stycznia 2021     |                   |
| 105 | 7  | The Trough            | Kim Nguyen        | Rene Gube                                   | 28 stycznia 2021     |                   |
| 106 | 8  | Ground Rules          | Victor Nelli, Jr. | Jen Vierck                                  | 4 lutego 2021        |                   |
| 107 | 9  | Conspiracy            | James Renfroe     | Colton Dunn                                 | 11 lutego 2021       |                   |
| 108 | 10 | Depositions           | Betsy Thomas      | John Kazlauskas                             | 25 lutego 2021       |                   |
| 109 | 11 | Deep Cleaning         | Ross Novie        | Hailey Chavez                               | 4 marca 2021         |                   |
| 110 | 12 | Customer Satisfaction | Matt Sohn         | Bridget Kyle, Vicky Luu                     | 11 marca 2021        |                   |
| 111 | 13 | Lowell Anderson       | Kabir Akhtar      | Rene Gube, Josh Malmuth                     | 18 marca 2021        |                   |
| 112 | 14 | Perfect Store         | Victor Nelli, Jr. | Owen Ellickson, Laura McCreary              | 25 marca 2021        |                   |
| 113 | 15 | All Sales Final       | Ruben Fleischer   | Justin Spitzer, Jonathan Green, Gabe Miller | 25 marca 2021        |                   |